# Arnold Keyserling
Arnold Alexander Graf von Keyserling (Amburgo, 9 febbraio 1922 – Matrei am Brenner, 7 settembre 2005) è stato un filosofo e teologo tedesco.

## Biografia
Arnold von Keyserling era figlio del filosofo e scrittore Hermann von Keyserling, e il pronipote del cancelliere Bismarck. Arnold è stato il primo a introdurre l'attenzione al potenziale umano degli sciamani nativi americani in Europa negli anni 1970 e 1980. Era professore ordinario di Filosofia Spirituale presso la Accademia di belle arti di Vienna, dal 1960. Nel 1980 Arnold è stato anche presidente dell'Associazione Europea di Psicologia Umanistica.
Conosciuto anche in Asia anche come oratore e insegnante straordinario, era stato studente di George Gurdjieff, Ramana Maharshi e Josef Matthias Hauer. È stato anche il primo a calcolare matematicamente le frequenze esatte dei Chakra e l'inventore di una nuova scala musicale a essi sintonizzata, ora chiamata Prima Sounds. Keyserling conosceva molte lingue e insegnava in tedesco, inglese, francese e italiano. Ha tenuto conferenze in diversi paesi del mondo ed era molto conosciuto in Austria e in altri paesi europei.
Keyserling, nella Scuola della Sapienza di suo padre, fin da piccolo è stato esposto alla filosofia e al modo di pensare universale. Ha frequentato pensatori e scrittori come lo psicologo Carl Gustav Jung, il traduttore de I Ching e il sinologo Richard Wilhelm, il poeta tedesco Hermann Hesse e il poeta indiano, vincitore del premio Nobel, Rabindranath Tagore, conosciuto presso la Scuola della Sapienza a Darmstadt, in Germania negli anni 1920 e 1930, fino a quando la scuola non fu chiusa dai nazisti, e la famiglia Keyserling venne considerata nemica ufficiale dello Stato nazista. Keyserling è stato professore di Religione e filosofia a Vienna per oltre 30 anni.

## Opere principali
- Das Wesen chinesischen Denkens, Verona, Stamperia Valdonega, 1964
- Der Wiener Denkstiel: Mach, Carnap, Wittgenstein, Graz und Wien, Stiasny Verlag, 1965
- Von der Schule der Weisheit zur Weisheit des Rades, Wien, Verl. der Österr. Staatsdruckerei, 1990